# Sebastiano Guzzi
Sebastiano Guzzi (Martirano, 20 gennaio 1890 – Lamezia Terme, 20 marzo 1968) è stato un direttore di banda e compositore italiano.

## Biografia
Nato a Martirano il 20 gennaio 1890, Guzzi era figlio di un maestro di musica. Trascorse l'adolescenza a Nicastro, studiando sotto la guida del genitore quasi cieco, che lui stesso accompagnava quando doveva impartire lezioni fuori dalla propria abitazione.
Rimasto orfano in giovane età, studiò sotto la guida prima dell'allora direttore della Banda musicale di Nicastro, e poi del Capitano Giuseppe Casadonte, direttore della Banda militare del 48° Reg.to Fanteria di Catanzaro.
Dietro consiglio e con l'aiuto del suo secondo maestro, di cui in seguito avrebbe sposato la nipote Rosa, sua giovane allieva di pianoforte, si trasferì a Bologna, dove frequentò il Conservatorio Musicale “G. B. Martini”.
Conseguì il diploma in “Composizione, strumentazione e direzione di Banda” col massimo dei voti, nell'anno 1919.
Sebbene avrebbe potuto assumere, quale vincitore di concorso, la direzione della Banda municipale di Berlino, volle tornare ad operare a Nicastro, attirato da legami di natura affettiva e culturale. Si diede, per un breve periodo, alla direzione di complessi bandistici calabresi e pugliesi, offrendo la sua opera nella formazione di giovani.
Nell'attività bandistica, riscosse consensi e riconoscimenti su scala nazionale: a Roma nel 1932, un primo premio e medaglia d'oro con la Banda di Maida; a Reggio Calabria nel 1933 un altro premio e medaglia d'oro con la Banda di Maida; a Messina nel 1936, ancora un primo premio e medaglia d'oro con la Banda di Gioiosa Jonica.
Guzzi fu membro dell'Accademia mondiale artisti e Professionisti, nonché dell'Accademia Neocastrum, Presidente dell'A.N.B.I.M.A (Associazione Nazionale Bande Italiane Musicali Autonome), socio della Società Autori ed Editori Siae, membro e presidente di numerose giurie di concorsi regionali e nazionali.
Morì il 20 marzo 1968.

### Fondazione S. Guzzi
Nel 1983 si è costituito il Comitato Pro Fondazione S. Guzzi, che fino al 1990 ha indetto annualmente su scala nazionale concorsi e borse di studio, al fine di promuovere la qualificazione e diffusione delle bande musicali, premiando giovani e qualificati direttori di banda. Dal 1985 il Comitato opera e collabora in seno all'A.M.A. Calabria, associazione che da diversi decenni, oltre a promuovere annualmente concorsi nazionali e premi internazionali in Italia e all'estero e stagioni concertistiche, si propone il fine del recupero e della valorizzazione dei musicisti calabresi.
A Sebastiano Guzzi le Amministrazioni comunali di Lamezia Terme e di vari centri calabresi hanno intitolato strade cittadine.
A lui è intitolato anche l'attuale complesso bandistico cittadino diretto da Tommaso Colloca, suo allievo.
Il 29 dicembre 2003 nasce anche l'Istituto Musicale “Sebastiano Guzzi” dell'A.M.A Calabria, un'istituzione didattica convenzionata con il Conservatorio Statale di Musica di Vibo Valentia.

## La produzione musicale
Guzzi scrisse, tranne qualche eccezione, opere originali per banda. Credeva che le bande non fossero “figlie di un Dio minore” e dovessero quindi avere un loro repertorio originale, come può riscontrarsi nei numerosi articoli firmati per riviste specializzate nazionali, tra cui “Risveglio Bandistico”, alle quali egli affidava le sue riflessioni ed i risultati delle sue ricerche.
Numerose composizioni sinfoniche originali per banda sono edite dalla Casa editrice Ortipe di Roma; altre, postume, sono edite dall'editrice “La Modernissima” per iniziativa e cura dell'A.M.A. Calabria.
Tra le tante si segnalano:
- Terra Bruzia – suite in 4 tempi: Preludio, Scherzo pastorale, Serenata appassionata, Tarantella e Zampognara:
- Penelope – ouverture;
- Triste sogno – Preludio;
- Ninna nanna;
- Marce sinfoniche: Rosa, Nerina, Fedra, Adriana, Gloria, Joletta, Anna Maria, Bimba bruna;
- Marce militari;
- Elegie: All‘ombra di un salice; Crisantemi, ecc.;
- Numerose composizioni per pianoforte: Barcarole, Notturni, Preludi, ecc.

Ha scritto inoltre trascrizioni per banda:
- Ponchielli: Gioconda (Danza delle ore):
- Bizet: Arlesienne (seconda suite);
- Grieg: Peer Gint (suite);
- Dvorak: Dal nuovo mondo (ouverture);
- Strauss: Domestica (ouverture);
- Verdi: Trovatore (I atto);
- Verdi: Traviata (I atto);
- Foroni: Ouverture in do minore ;
- Catalani: Loreley (fantasia)

Molte delle sue composizioni sono conservate nelle Biblioteche dei Conservatori di Musica Italiani.